# Escola Jordi Pere Cerdà
L'Escola Jordi Pere Cerdà és una escola catalana i multilingüe de Sallagosa. El centre és gestionat per l'Associació Jordi Pere Cerdà, creada amb l'objectiu de promoure la cultura catalana a la Cerdanya. L'escola va obrir el setembre del 2012 amb 15 alumnes. Progressivament, ha anat acollint nous alumnes fins a arribar els 48 alumnes.